# Bergham (Erding)
Bergham ist ein Ortsteil der Stadt Erding oberbayerischen Landkreis Erding. 

## Lage
Das Dorf liegt rund vier Kilometer südlich von Erding. 

## Wirtschaft und Infrastruktur
Bergham hat ein großes Gewerbegebiet, in dem das Amadeus Rechenzentrum, der Fruchtsafthersteller Wolfra und weitere Unternehmen angesiedelt sind. 
Durch das Dorf verläuft die Staatsstraße 2082. Im Ort ist der Haltepunkt Aufhausen der S-Bahn München.

## Baudenkmäler
Das Herderhäusl ist ein erdgeschossiges Blockbaus mit strohgedecktem Walmdach aus der Mitte des 17. Jahrhunderts.